# 순창군의회
순창군의회는 전북특별자치도 순창군 지역을 관할하는 기초의회이다.